# Campionato italiano di calcio da tavolo 2019
Il quarantacinquesimo campionato italiano di calcio da tavolo venne organizzato dalla F.I.S.C.T. a San Benedetto del Tronto nel 2019.
Sono stati assegnati 6 titoli:
- Open
- Cadetti
- Veterans (Over40)
- Under19
- Under15
- Under 12
- Femminile

## Risultati

### Cat. Open

#### Quarti di finale
- Bertelli Simone 1 - 0 Licheri Emanuele
- Bolognino Massimo 2 - 3 Bari Saverio
- Ciccarelli Matteo 1 - 2 Dotto William
- Colangelo Luca 9 - 6 Giudice Leonardo

#### Semifinali
- Dotto William 3 - 6 Colangelo Luca
- Bertelli Simone 1 - 0 Bari Saverio

#### Finale
- Bertelli Simone 0 - 1 Colangelo Luca

### Cat. Cadetti

#### Barrages
- Calabrese Vincenzo 1 - 3 Vezzuto Pasquale
- De Paolis Massimo 7 - 0 Solito Angelo Raffaele
- Bodin De Chatelard Marcello 2 - 0 Grillo Luigi
- Carravetta Paolo 2 - 1 Giambelluca Francesco

#### Quarti di finale
- Ciabattoni Luca 3 - 2 Bodin De Chatelard Marcello (sd)
- Di Cè Daniele 3 - 2 Carravetta Paolo
- Battaglia Giuseppe 5 - 0 Vezzuto Pasquale
- Neri Alessandro 3 - 4 De Paolis Massimo

#### Semifinali
- Di Cè Daniele 3 - 0 Battaglia Giuseppe
- Ciabattoni Luca 1 - 0 De Paolis Massimo

#### Finale
- Di Cè Daniele 0 - 2 Ciabattoni Luca

### Cad. Veteran

#### Barrages
- Manganello Mauro 1 - 2 Croatti Massimiliano (sd)
- Lo Cascio Emanuele 2 - 3 De Francesco Stefano
- Riccio Vincenzo 1 - 2 Torano Pasquale
- Santanicchia Cesare 2 - 1 Silvestri Giancarlo

#### Quarti di finale
- Mattiangeli Francesco 0 - 2 Croatti Massimiliano
- Trivelli Simone 2 - 0 De Francesco Stefano
- Lazzaretti Patrizio 2 - 3 Torano Pasquale (sd)
- Corradi Mario 1 - 2 Santanicchia Cesare

#### Semifinali
- Trivelli Simone 0 - 1 Torano Pasquale
- Santanicchia Cesare 1 - 0 Croatti Massimiliano

#### Finale
- Torano Pasquale 2 - 1 Santanicchia Cesare (sd)

### Cat. Under 19

#### Semifinali
- Riccio Luca 7 - 2 Camerlingo Gianluigi
- Bolognino Andrea 2 - 3 Vezzuto Francesco

#### Finale
- Riccio Luca 4 - 2 Vezzuto Francesco

### Cat. Under 15

#### Semifinali
- Ferrante Mattia 5 - 0 Filippella Julia
- Fricano Christian 6 - 1 Gatti Pietro

#### Finale
- Fricano Christian 1 - 3 Ferrante Mattia

### Cat. Under 12

#### Semifinali
- Borgo Francesco 2 - 1 Trevisani Mattia
- Manfredelli Francesco 1 - 2 Fricano Lorenzo

#### Finale
- Borgo Francesco 4 - 2 Fricano Lorenzo